# Dohoda o vině a trestu
Dohoda o vině a trestu (angl. plea bargain) je způsob zahájení trestního řízení na základě domluvy mezi státním zástupcem a obviněným. Je jedním z odklonů v trestním řízení, při kterém obviněný souhlasí s přiznáním viny výměnou za mírnější přístup při určování trestu. Dohodu však musí schválit soud.
Dohoda o vině a trestu je tradičním institutem v trestních řádech zemí angloamerického právního systému, například v USA se tak řeší až 90 % případů. Existuje ale třeba i na Slovensku nebo v Německu.
Do trestního řádu České republiky byla dohoda po mnoha debatách zavedena novelizací z roku 2012. Postup při uzavírání dohody upravují § 175a a násl., postup při schvalování dohody soudem § 314o a násl. novelizovaného trestního řádu.
V zemích, kde jsou s tímto institutem zkušenosti, je poměrně častá kritika faktu, že se obviněnému dohodou o vině a trestu upírá právo na spravedlivý proces. Namísto plného dokazování totiž k odsouzení stačí přiznání obviněného a posouzení evidentních důkazů (prima facie evidence). Na obviněného se vytváří nátlak právě pohrůžkou, že pokud na dohodu nepřistoupí, trest bude vyšší.
Podle zastánců dohod by mělo tato rizika vyvážit povinné ustanovení obhájce.